# Perényi Péter (koronaőr)

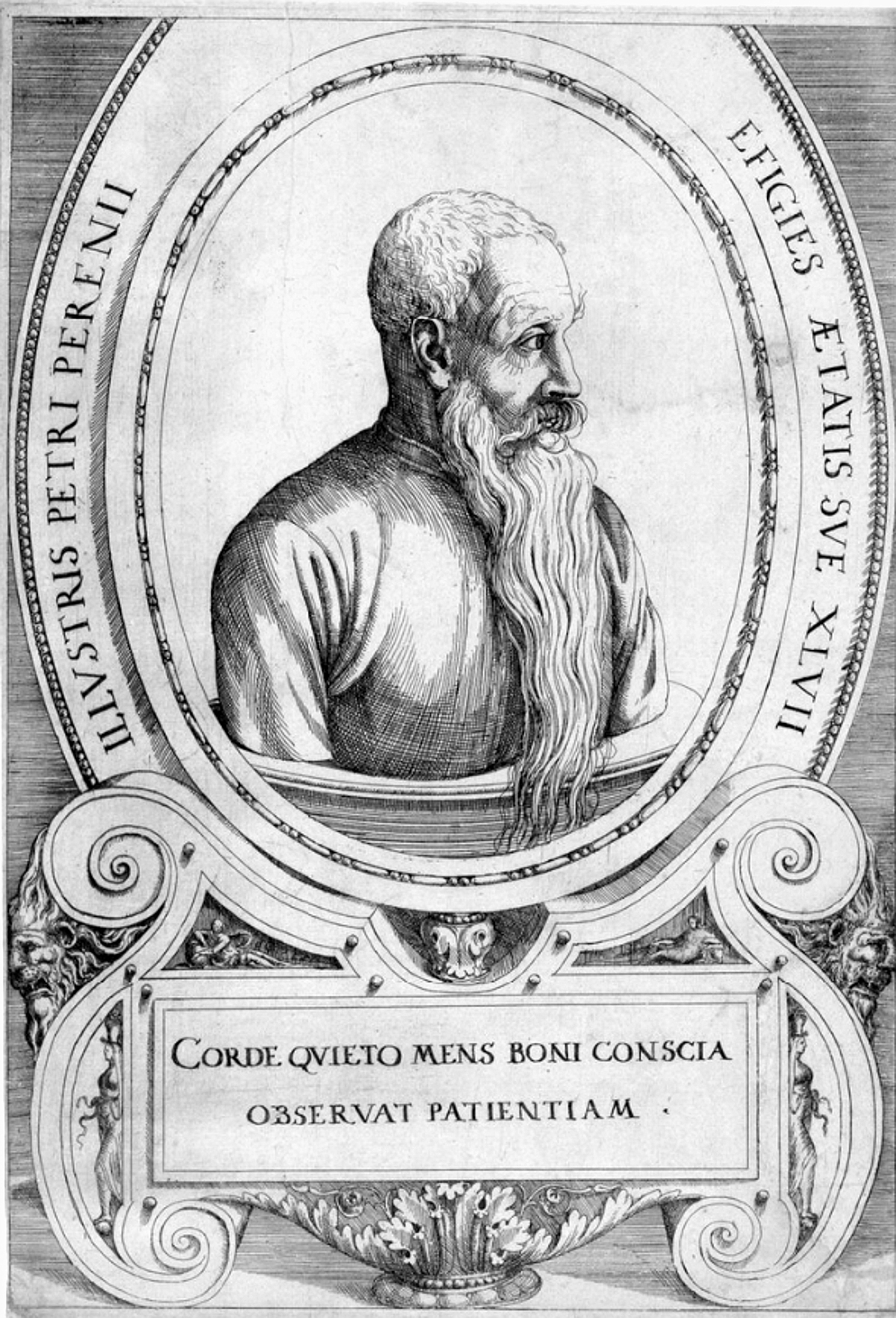
Perényi Péter, Agustin Hirschvogel korabeli rézmetszete

Perényi Péter (1502 körül – 1548 januárja) koronaőr, erdélyi vajda. Perényi Imre nádor fia, Ferenc püspök testvére.

## Életpályája
Perényi Péter 1502-ben született Báthory Magdolna és Perényi Imre házasságából. Apja családjának ősei a 13. században emelkedtek egy Hernád-völgyi német hospesfalu, az Abaúj vármegyei Perény lakói közül a köznemesek sorába. Első említett ősük, Dobos Orbán III. Andrástól kapta birtokul a névadó helységet. A családtagok területeik gyarapítására törekedtek, Péter nagyapja, Perényi István zempléni
főispán, főasztalnok azonban felségsértés miatt elvesztette birtokait.

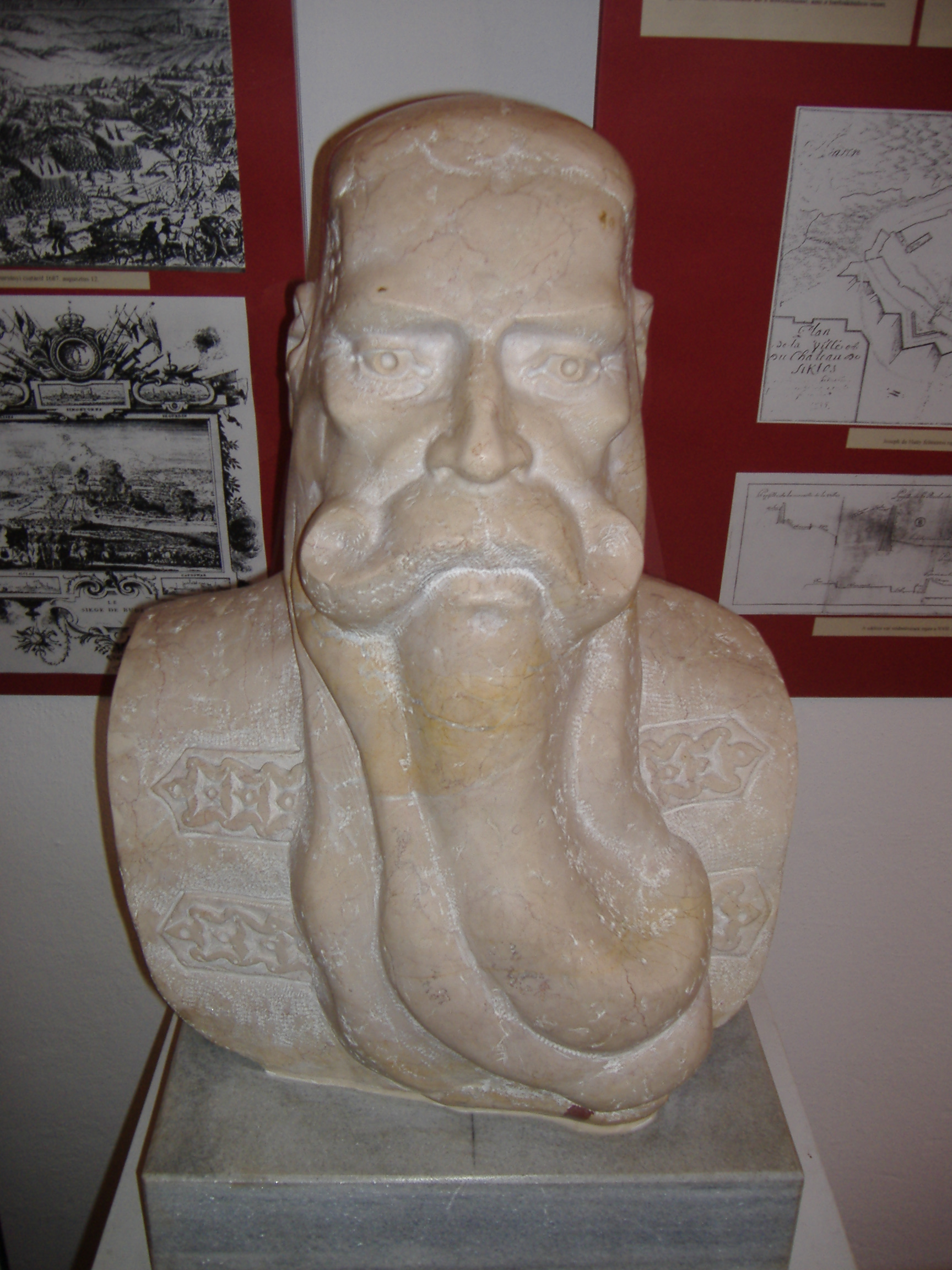
Perényi Péter szobra a siklósi várban, Krisztiáni Sándor alkotása

István fia, Perényi Imre Terebes, Füzér, Csorbakő és Újvár birtokában elegendő erővel rendelkezett a család újbóli felvirágoztatásához. Befolyása növekedett az udvarban, Abaúj vármegye örökös főispánja, majd az ország nádora lett, ezzel Perényiék eddig el nem ért rangra emelkedtek. Imre tevékenyen részt vett a Habsburg–Jagelló házassági szerződés létrejöttében, szolgálatai fejében német-római szent birodalmi hercegi címet nyert. A család az ország egyik legnagyobb birtokosává vált a Délvidéken Valpó, valamint a baranyai Siklós, a hevesi Debrő és a borsodi Ónod megszerzésével.
Perényi Imre nádor 1519-ben bekövetkezett halála után Péter lépett örökébe mint temesi és Abaúj vármegyei főispán, valamint temesvári főkapitány. Még ugyanebben az évben koronaőr lett. Jelen volt 1526-ban a mohácsi csatában. Előbb Szapolyai János király híve. 1526-ban erdélyi vajda és Abaúj vármegye főispánja is lett (a főispáni és az örökös főispáni rang nem ugyanaz, lehetett párhuzamosan is viselni a kettőt).
1526–27-ben harcolt a Cserni Jován vezette bácsi szerb felkelők ellen. A vezérüktől a szőlősi csatában vereséget szenvedett, de néhány hónap múlva Czibak Imrével Szeged mellett döntő vereséget mért a rácokra.
Az 1526-os mohácsi csatavesztés után a koronaőr a török elől Trencsénbe vitte a Szent Koronát. A székesfehérvári országgyűlés 1526. november 10-én Szapolyai Jánost választotta királlyá, és november 11-én I. János néven meg is koronázták. A koronázást követően Perényi Péter koronaőr ahelyett, hogy megszokott helyére, a visegrádi várba vitte volna a Szent Koronát, Füzérre szállíttatta, és ott rejtegette. 1527. november 3-án I. Ferdinándhoz pártolt, és a magyar koronát kiszolgáltatta az osztrák főhercegnek, aki az érvényes államszerződések értelmében törvényes trónigénylő volt. Jutalmul Sárospatakot és az egri püspökség javainak haszonélvezetét kapta. 
Perényi 1527. november 11-én, Székesfehérvárott újra letette a koronaőri esküt, aminek fennmaradt a szövege:
A rám ruházott tisztséget ellátom, a Szent Koronát és tartozékait társammal, István nádorral együtt Visegrád várában hűségesen megtartom és megőrzöm. A várban levő várnagyomat és más embereimet hűségben tartom, s szorgalomra intem. István nádornak sem nyiltan, sem titokban, sem csellel nem ártok, sőt minden erőmmel megvédem tisztségét, és hasznát előmozdítom. A szent koronát István nádor akarata és beleegyezése nélkül Visegrád várából semmi szín alatt el nem viszem. A várban levő várnagyomat a nádor tudta nélkül ki nem cserélem; ha erre mégis szükség lenne, új várnagyot csak a nádor tudtával állítok. Sohasem tartok nagyobb számú katonát a Visegrádi várban, mint testvérem, kivéve, ha a vár vagy a korona veszélybe kerülne. Ebben az esetben is nagyobb számú emberemet közös felügyelet alá helyezem. Isten engem úgy segéljen és minden szentjei.

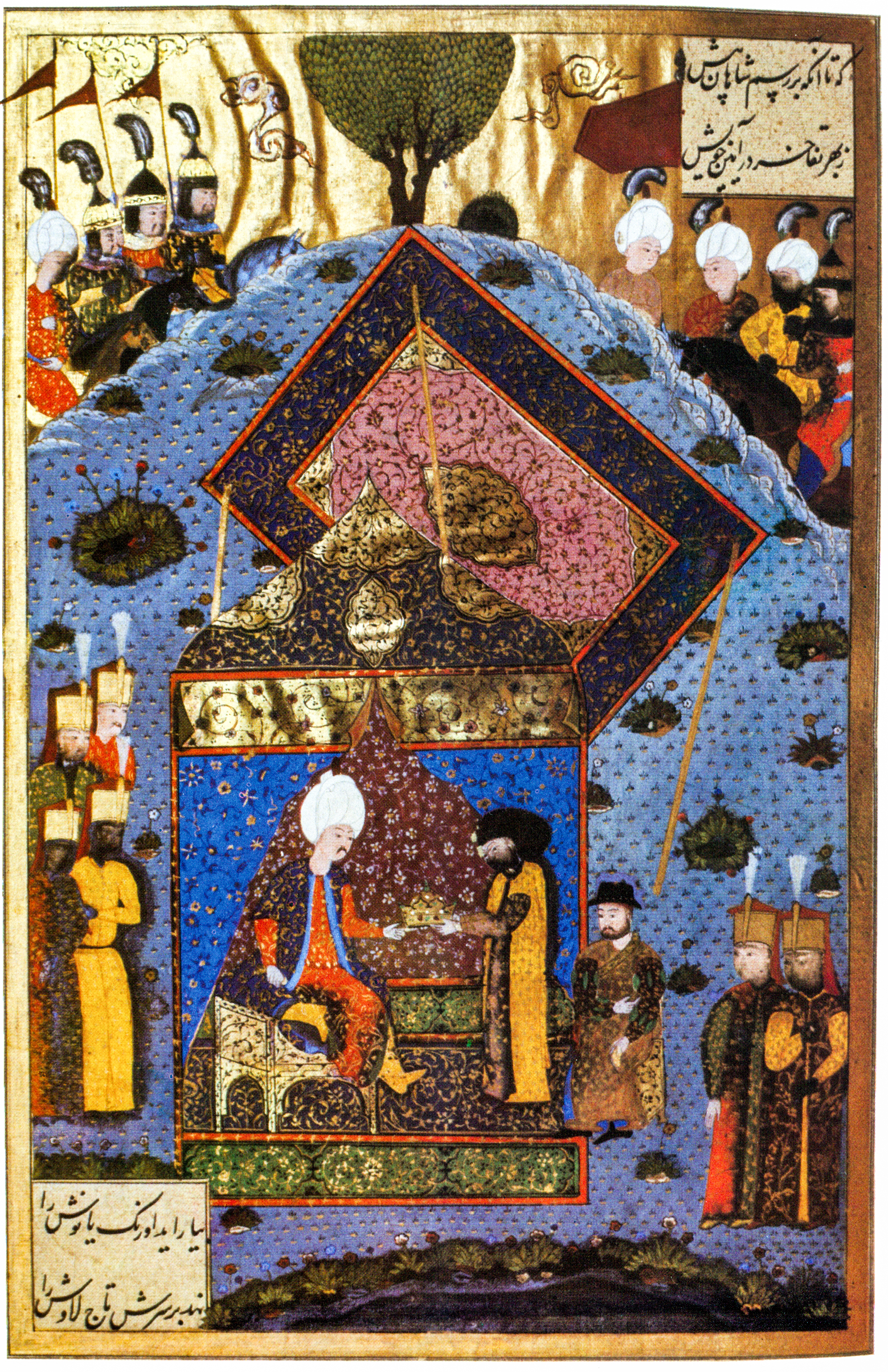
Szulejmán átadja a Szent Koronát Szapolyainak

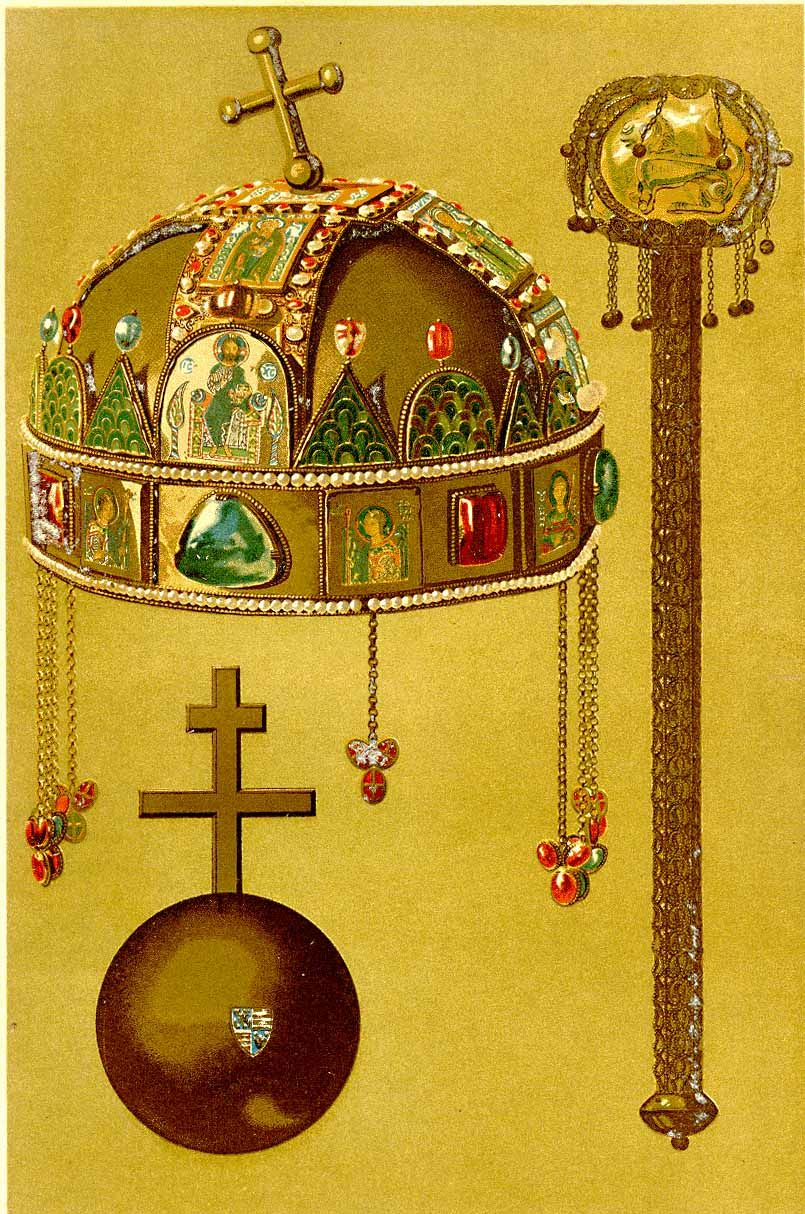
A Szent Korona és tartozékai

Ferdinánd megkoronázása után a koronát Visegrádon őrizték, majd a vár 1529-es bevételekor I. Szulejmán oszmán szultán kezébe került, aki azt átadta Szapolyai Jánosnak. Ami Perényit illeti, ő a török hadsereg érkezésének hírére Siklós várából néhány száz fős kísérettel Sárospatakra indult. Útközben azonban Szapolyai hadvezére, Szerecsen (Zerechen) János tolnai főispán rajta ütött Kajdacsnál, maga Perényi is fogságba esett.
Perényi 1529-ben ismét János király pártján állt; ő kérte meg ura számára feleségül és kísérte Magyarországra Izabella királynét. 1540-ben azonban újra Ferdinándhoz szegődött, aki kinevezte királyi kancellárjává.
1542-ben gyanúba került, hogy a török fennhatóságának elismerésével maga számára akarja a trónt megszerezni, ezért Ferdinánd elfogatta és holtáig fogságban tartotta.
Perényi a reformáció támogatója volt. 1545. március 27-én Luther Márton egyik jóbarátja Melanchton Fülöp egyik levelében tesz említést arról, hogy Perényi Péter támogatja a protestantizmust.

## Családja
Két házasságában öt gyermeke született. Első felesége bethlenfalvi Thurzó Margit, a második Székely Klára volt.
Egyik fia, Perényi Ferenc török fogságba került, ahonnan Sztárai Mihály szerint megszökött. Másik fia, Perényi Gábor – bár fiatalon, 35 éves korában meghalt – nagy karriert futott be. Egy harmadik fia, Miklós váci püspök lett. Két további leánya Erzsébet és Borbála.

## Művei
- Concordantz vnnd vergleychung des alten vnd newen Testaments durch Augustin Hirßfogel kürtzlich zusamen getragen, Bécs, 1550